# Lepidoblepharis microlepis
Espèce
Synonymes
- Lathrogecko microlepis Noble, 1923

Statut de conservation UICN

 DD  : Données insuffisantes
Lepidoblepharis microlepis est une espèce de geckos de la famille des Sphaerodactylidae.

## Répartition
Cette espèce est endémique de Colombie.

## Description
C'est un gecko terrestre, diurne et insectivore.

## Publication originale
- Noble, 1923 : A new gekkonid lizard and a new brachycephalid frog from Colombia. American Museum Novitates, n. 88, p. 1-3 (texte intégral).